# عنتر يحيى
عنتر يحيى (21 مارس 1982) لاعب كرة قدم جزائري يعمل حالياً مدير عام مكلف بالمجال الرياضي
بنادي أورليانز الذي يلعب في دوري الدرجة الرابعة الفرنسي. بدأ عنتر حياته الكروية باللعب لصالح نادي السباقات للشباب في بلفور قبل أن ينضم إلى المدرسة الداخلية لنادي سوشو الفرنسي في الرابعة عشر من عمره. بحلول عام 2000 وبعمر الثامنة عشر أراد عنتر أن يوقع عقداً احترافياً، ولكن رغبته قوبلت بالرفض من قبل المسؤولين في أكاديمية سوشو في ذلك الوقت. قرر عنتر ترك سوشو والانتقال إلى أكاديمية الانتر للشباب. وبعد أن فشل في الوصول إلى الفريق الأول أعير إلى نادي باستيا، وفي 16 يناير 2002 كان أول ظهور له في التشكيلة كأساسي. وبعد فترة إعارة ممتازة قرر النادي التوقيع معه رسمياً.
لعب عنتر سابقاً في منتخب فرنسا للشباب تحت سن 16 و18 سنة لفترة وجيزة من الزمن. وكان عنتر أول لاعب كرة قدم استفاد من التعديل الذي أجراه فيفا في قانون الأهلية الدولية في عام 2004، القانون الجديد أجاز للاعبي كرة القدم إمكانية تمثيل منتخب معين في مرحلة الشباب واختيار منتخب آخر كمنتخب أول. بعدها قام عنتر بتغيير أهليته الدولية إلى المنتخب الجزائري. ثم استدعي للعب مع منتخب الجزائر تحت سن 23 عاماً، وفي 2 يناير 2004 سجل عنتر أول أهدافه مع المنتخب الجزائري على منتخب غانا ضمن التصفيات المؤهلة لدورة الألعاب الأولمبية.وبعد بضعة أيام استدعي إلى معسكر تدريبي عقد في الجزائر ضمن إطار التحضير لكأس الأمم الأفريقية 2004.
بالنسبة للجزائريين، يعتبر عنتر بطلاً وطنياً بسبب تسجيله للهدف الذي أهل منتخب الجزائر لنهائيات كأس العالم 2010 بعد انقطاع دام 24 عاماً.
شارك عنتر في بطولتين قاريتين، كأس الأمم الأفريقية 2004 وكأس الأمم الأفريقية 2010، وشارك أيضاً في نهائيات كأس العالم 2010 بجنوب أفريقيا.
رصيد عنتر دولياً هو 53 مباراة دولية رسمية، وستة أهداف. حمل عنتر شارة الكابتنية في نهائيات كأس العالم 2010 بجنوب أفريقيا وحتى اعتزاله اللعب دولياً في 1 مايو 2012.

## نشأته
ولد عنتر في مولهاوس بفرنسا لأب وأم جزائريين، يحيى بو ساحه وفاطمة زهرة، عمل أبوه لحّاماً. هاجر أبواه إلى ألزاس من مدينة سدراتة في ولاية سوق أهراس الواقعة شرقي الجزائر, وفي عام 1985 قررت أسرة عنتر الرجوع إلى الجزائر بسبب ماواجهته من صعوبة العيش في فرنسا, وعاشوا في الجزائر فترة قصيرة قبل أن يقرروا الرجوع إلى فرنسا مرة أخرى. 
وقع عنتر في حب المستديرة في العاشرة من عمره عندما قام بزيارة لأخيه الأكبر الذي كان يحترف كرة القدم، فالتحق بعد ثلاث سنوات بالمدرسة الداخلية لنادي سوشو الفرنسي. 

## مسيرته مع الأندية
في الرابعة عشر من عمره، التحق عنتر بالمدرسة الداخلية لنادي سوشو الفرنسي.

### نادي باسيتا
بدأ عنتر مسيرته الاحترافية عندما كان معاراً إلى نادي باستيا الفرنسي من انتر ميلان في 2001. وكان أول ظهور رسمي له في 16 يناير 2002 ضد أولمبيك ليون الفرنسي، بديلاً لسيدريك أوراس في الدقيقة 43. وبعد أربعة مواسم ناجحة قضاها مع النادي انتقل عنتر إلى نادي نيس الفرنسي.

### نادي نيس
أبرم عنتر عقداً مع نادي نيس لمدة 4 أعوام في 2005 بعد سقوط نادي باستيا, في موسمه الأول لعب معظم المباريات كلاعب أساسي، ولكن قلّ اعتماد مدرب النادي عليه في الموسم الثاني وأصبح لاعباً بديلاً, فقرر ترك النادي.

### نادي بوخوم
في 2007 أبدى نادي ليدز يونايتد الإنجليزي ونادي بوخوم الألماني اهتمامهما بعنتر يحيى، فقام عنتر بإجراء التجارب في كلا الناديين، وقدم كلاهما عرضاً لعنتر، فقرر عنتر أخيراً الالتحاق على شكل إعارة بنادي بوخوم لرغبته في اللعب في الدوري الألماني. 
في 30 يناير 2007 لعب عنتر مباراته الأولى في الدوري الألماني أمام بايرن ميونخ الألماني . خلال فترة قصيرة أصبح عنتر لاعباً مهماً في النادي، وحجز له مكاناً دائماً في مركز قلب الدفاع. عندما انتهت فترة الإعارة مع نادي بوخوم اشترى النادي عقده بقيمة 800,000 يورو يمتد حتى عام 2011.
عندما هبط نادي بوخوم في نهاية عام 2009, كشف عنتر عن رغبته في ترك النادي خلال فترة الانتقالات الصيفية، حيث صرح بذلك خلال نهائيات كأس العالم بقوله:«في الواقع، لقد قررت مغادرة بوخوم». وذكر بأن هناك أندية فرنسية مهمتة به، ولكنه لن يقرر إلا بعد نهائيات كأس العالم.  
في 13 أكتوبر 2010 جدد عنتر عقده مع نادي بوخوم بمدة تنتهي في 30 يونيو 2014. 

### نادي النصر السعودي
في 17 يوليو 2011, على الرغم من وجود 3 سنوات متبقية في عقد عنتر مع بوخوم, وافق عنتر على العرض الذي قدمه له نادي النصر السعودي.  في 1 أغسطس 2011 وقع عنتر رسمياً مع نادي النصر عقداً لمدة سنتين. . في 21 يناير 2012, تم الوصول إلى اتفاق متبادل بين عنتر ونادي النصر على انهاء العقد. 

### نادي كايزرسلاوترن
في 25 يناير 2012, عاد عنتر إلى ألمانيا عبر بوابة نادي الدرجة الأولى الألماني كايزرسلوترن بعقد يمتد لسنتين ونصف السنة.

### نادي الترجي التونسي
بعد قضائه موسما واحدا مع كايزرسلاوترن قرر عنتر إنهاء عقده والانضمام بشكل مجاني لنادي الترجي الرياضي التونسي الذي طلب خدماته ووقع عقده يوم 14 جانفي 2013.

### نادي بلاتنياس اليوناني
بعد موسم صعب مع الترجي رحل عنتر يحيى صوب اليونان وتحديدا الصاعد الجديد بلاتنياس الذي خاض بألوانه 11 مباراة في الدوري اليوناني.

## احصائياته مع الأندية
حتى تاريخ 21 يناير 2012
| الأندية       | الأندية       | الأندية         | الكأس           | الكأس           | الدوري        | الدوري        | كأس الأبطال | كأس الأبطال | المجموع | المجموع |
| الموسم        | النادي        | الدوري          | الظهور          | الأهداف         | الظهور        | الأهداف       | الظهور      | الأهداف     | الظهور  | الأهداف |
| فرنســــا     | فرنســــا     | فرنســــا       | الدوري الفرنسي  | الدوري الفرنسي  | كأس فرنسا     | كأس فرنسا     | كأس الأبطال | كأس الأبطال | المجموع | المجموع |
| ------------- | ------------- | --------------- | --------------- | --------------- | ------------- | ------------- | ----------- | ----------- | ------- | ------- |
| 2001-02       | باستيا        | الدرجة الأولى   | 6               | 0               | 2             | 0             | 1           | 0           | 9       | 0       |
| 2002-03       | باستيا        | الدرجة الأولى   | 23              | 0               | -             | -             | 1           | 0           | 24      | 0       |
| 2003-04       | باستيا        | الدرجة الأولى   | 18              | 0               | 1             | 0             | 1           | 0           | 20      | 0       |
| 2004-05       | باستيا        | الدرجة الأولى   | 31              | 22              | 1             | 0             | 1           | 0           | 33      | 2       |
| 2005-06       | نيس           | الدرجة الأولى   | 21              | 0               | 1             | 0             | 3           | 0           | 25      | 0       |
| 2006-07       | نيس           | الدرجة الأولى   | 9               | 0               | 1             | 0             | 1           | 0           | 11      | 0       |
| ألمانيـــا    | ألمانيـــا    | ألمانيـــا      | الدوري الألماني | الدوري الألماني | كأس ألمانيا   | كأس ألمانيا   | كأس الأبطال | كأس الأبطال | المجموع | المجموع |
| 2006-07       | بوخوم         | الدوري الألماني | 16              | 1               | 0             | 0             | -           | -           | 16      | 1       |
| 2007-08       | بوخوم         | الدوري الألماني | 33              | 2               | 2             | 0             | -           | -           | 35      | 2       |
| 2008-09       | بوخوم         | الدوري الألماني | 25              | 1               | 2             | 0             | -           | -           | 27      | 1       |
| 2009-10       | بوخوم         | الدوري الألماني | 19              | 1               | 2             | 0             | -           | -           | 21      | 1       |
| 2010-11       | بوخوم         | الدرجة الأولى   | 28              | 2               | 0             | 0             | -           | -           | 28      | 2       |
| السعـودية     | السعـودية     | السعـودية       | دوري زين        | دوري زين        | كأس ولي العهد | كأس ولي العهد | كأس الملك   | كأس الملك   | المجموع | المجموع |
| 2011-12       | النصر         | الدوري السعودي  | 13              | 1               | -             | -             | -           | -           | 13      | 1       |
| المجموع       | فرنسا         | فرنسا           | 108             | 2               | 6             | 0             | 8           | 0           | 122     | 2       |
| المجموع       | ألمانيا       | ألمانيا         | 121             | 7               | 6             | 0             | 0           | 0           | 127     | 7       |
| المجموع       | السعودية      | السعودية        | 13              | 1               | -             | -             | -           | -           | -       | -       |
| المجموع الكلي | المجموع الكلي | المجموع الكلي   | 242             | 10              | 12            | 0             | -8          | 0           | 262     | 10      |

## مسيرته الدولية

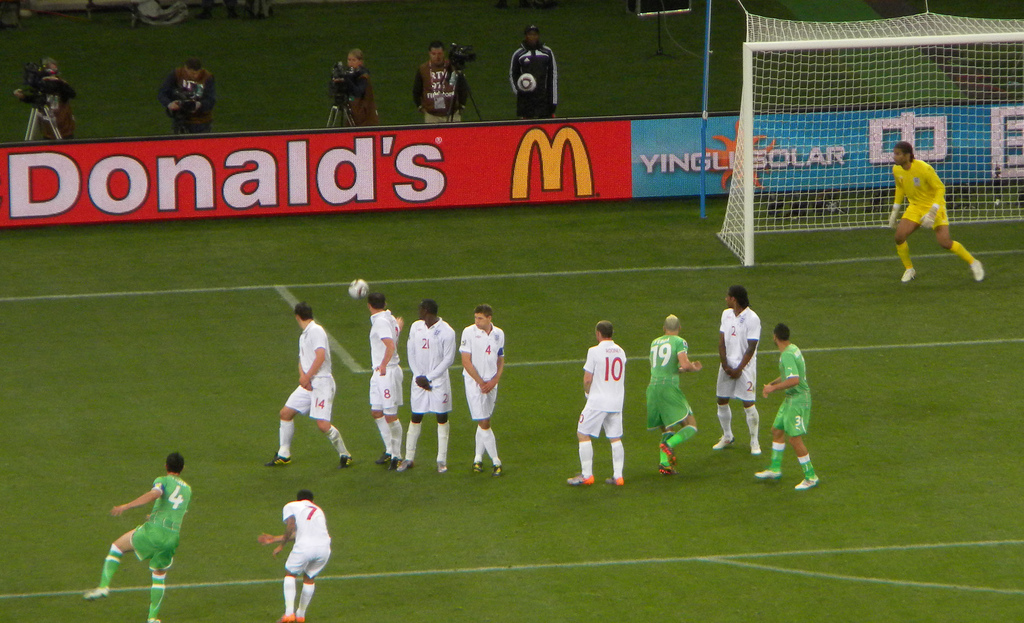
عنتر يحيي يقوم بتنفيد ركلة حرة مع منتخب الجزائر في كأس العالم 2010

بدأ يحيى مسيرته الدولية مع منتخب فرنسا للشباب تحت 16 سنة في عام 1998, حيث استدعي للمشاركة في تصفيات كأس الأمم الأوربية تحت 16 سنة ‏. كان أول ظهور له في 7 أكتوبر 1998 ضد منتخب سويسرا حيث انتهت المباراة بالتعادل 3-3, وكان هذا ظهوره الوحيد في هذه البطولة بسبب فشل فرنسا في التأهل للدور التالي [دور المجموعات].  نسخة محفوظة 10 يوليو 2012 at Archive.is
ثم دعي عنتر للعب ضمن صفوف منتخب فرنسا للشباب تحت 18 سنة في عام 2000, وكانت فرنسا تحاول جاهدة التأهل لكأس الأمم الأوروبية 2001 التي أقيمت في فنلندا. لعب عنتر أول مباراة له بجانب مواطنه نذير بلحاج ضد ألمانيا التي ربحت تلك المباراة 4-2 , خسرت فرنسا أيضاً في مباراته الثانية أمام هولندا بنتيجة 2-1, وانتهى الأمر بفرنسا في مؤخرة المجموعة التي ضمت كلاً من ألمانيا، هولندا وفرنسا.   نسخة محفوظة 7 يوليو 2012 at Archive.is
وكان عنتر أول لاعب كرة قدم استفاد من التعديل الذي أجراه فيفا في قانون الأهلية الدولية في عام 2004, القانون الجديد أجاز للاعبي كرة القدم إمكانية تمثيل منتخب معين في مرحلة الشباب واختيار منتخب آخر كمنتخب أول. بعدها قام عنتر بتغيير أهليته الدولية إلى المنتخب الجزائري. ثم استدعي للعب مع منتخب الجزائر تحت سن 23 عاماً, وفي 2 يناير 2004 سجل عنتر أول أهدافه مع المنتخب الجزائري على منتخب غانا ضمن التصفيات المؤهلة لدورة الألعاب الأولمبية . وبعد الأداء الرائع الذي قدمه عنتر في مباراة غانا، استدعاه مدرّب المنتخب الأول رابح سعدان إلى الصفوف الأولى. 
بدأ عنتر مسيرته مع المنتخب الأول في 15 يناير 2004 ضد مالي في مباراة ودية استعداداً لكأس الأمم الأفريقية 2004 التي استضافتها تونس. خلال هذه المسابقة القارية لعب عنتر دوراً حيوياً في جميع مباريات المجموعة بما في ذلك فوز الجزائر 2-1 على مصر, والمباراة مع المنتخب الكاميروني التي انتهت بالتعادل 1-1، تأهلت الجزائر إلى جانب الكاميرون إلى الدور ربع النهائي حيث خسرت امام المغرب 3-1 في الوقت الإضافي.
وأقيمت المباراة في أم درمان بالسودان في 18 نوفمبر 2009, وسجل عنتر في الدقيقة 40 هدفه الشهير والأهم في رصيده مانحاً الجزائر أفضلية التقدم ضد الفراعنة، وخرج عنتر في الدقيقة 67 مصاباً, ولكن هدف عنتر الوحيد في هذه المباراة كان كافياً لأن تتأهل الجزائر رسمياً لنهائيات كأس العالم 2010 المقامة بجنوب أفريقيا. 
في ديسمبر 2009, استدعى المدرب الوطني رابح سعدان عنتر لينضم للمنتخب الأول ويمثله في كأس الأمم الأفريقية 2010 التي استضافتها أنغولا, لكن عنتر لم يلعب أي مباراة بسبب الإصابة.
أثناء مباراة المنتخب الجزائري ضد المنتخب الأمريكي حصل عنتر على بطاقة صفراء ثانية في الدقائق الأخيرة وطرد من المباراة. 
أعلن عنتر اعتزاله اللعب الدولي في 1 مايو 2012. 

## احصائياته مع المنتخب
حتى تاريخ اعتزاله دولياً في 1 مايو 2012.
| المنتخب الجزائري | المنتخب الجزائري | المنتخب الجزائري |
| السنة            | الظهور           | الأهداف          |
| ---------------- | ---------------- | ---------------- |
| 2004             | 13               | 0                |
| 2005             | 3                | 2                |
| 2006             | 4                | 0                |
| 2007             | 6                | 1                |
| 2008             | 8                | 1                |
| 2009             | 6                | 1                |
| 2010             | 8                | 0                |
| 2011             | 10               | 0                |
| 2012             | ؟                | 1                |

### أهدافه
الأهداف التي سجلها تحت سن 23
| #  | الوقت        | المكان                             | المنافس     | الهدف | النتيجة | المسابقة                                      |
| -- | ------------ | ---------------------------------- | ----------- | ----- | ------- | --------------------------------------------- |
| 1. | 2 يناير 2004 | ملعب مصطفى تشاكر، البليدة، الجزائر | غانا تحت 23 | 1 – 0 | 1 – 0   | التصفيات المؤهلة لدورة الألعاب الأولمبية 2004 |

| #  | الوقت          | المكان                             | المنافس   | الهدف | النتيجة | المسابقة                                   |
| -- | -------------- | ---------------------------------- | --------- | ----- | ------- | ------------------------------------------ |
| 1. | 19 يونيو 2005  | ملعب أحمد زبانة، وهران، الجزائر    | زيمبابوي  | 1 – 0 | 2 – 2   | تصفيات أفريقيا لكأس العالم لكرة القدم 2006 |
| 2. | 5 يونيو 2007   | كامب نو، برشلونة، إسبانيا          | الأرجنتين | 1 – 1 | 3 – 4   | مباراة ودية                                |
| 3. | 20 يونيو 2008  | ملعب مصطفى تشاكر، البليدة، الجزائر | غامبيا    | 1 – 0 | 1 – 0   | تصفيات أفريقيا لكأس العالم لكرة القدم 2010 |
| 4. | 5 سبتمبر 2008  | ملعب مصطفى تشاكر، البليدة، الجزائر | السنغال   | 3 – 1 | 3 – 2   | تصفيات أفريقيا لكأس العالم لكرة القدم 2010 |
| 5. | 18 نوفمبر 2009 | ملعب المريخ، أم درمان، السودان     | مصر       | 1 – 0 | 1 – 0   | تصفيات أفريقيا لكأس العالم لكرة القدم 2010 |
| 6. | 29 فبراير 2012 | ملعب الاستقلال، باكو، غامبيا       | غامبيا    | 1 – 1 | 2 – 1   | تصفيات كأس الأمم الأفريقية لكرة القدم 2013 |

## حياته الخاصة
عنتر متزوج من كريمة زياني الأخت التوأم لمواطنه وزميله في المنتخب كريم زياني.  ورزق بطفلين نعيم وجنة . 
يتحدث عنتر خمس لغات غير العربية وهي الفرنسية، الإنجليزية، الإيطالية، الإسبانية والألمانية. ويحب عنتر العزف على القيتار. . على يوتيوب

## الإنجازات
- أفضل لاعب عربي 2009.

في يوم السبت 16 يناير 2010, بلواندا-أنغولا, حصل عنتر على جائزة أفضل لاعب عربي لعام 2009, بعد استفتاء أجراه برنامج صدى الملاعب التابع لقناة إم بي سي. قام بالمشاركة في الاستفتاء مليون مصوّت من جميع الدول العربية، كسب عنتر أغلبية الأصوات بسبب هدفه الحاسم في مباراة أم درمان الشهيرة بنسبة وصلت إلى 48% من مجموع الأصوات. حلّ المصري محمد أبو تريكة ثانياً بنسبة 20.25%, بينما حل الجزائري رفيق صايفي ثالثاً بنسبة 11% من مجموع الأصوات. تم تكريم عنتر في محل إقامة البعثة الجزائرية بحضور جميع اللاعبين والطاقم الفني والإداري. 